# Láchar
Láchar là một đô thị trong tỉnh Granada, Tây Ban Nha.

## Thành phố kết nghĩa
- Brenna, Ý